# Warwara Dmitrijewna Komarowa
Warwara Dmitrijewna Komarowa, geboren  Warwara Dmitrijewna Stassowa, (russisch Варвара Дмитриевна Комарова, Geburtsname Стасова; * 12. Augustjul. / 24. August 1862greg. in St. Petersburg; † 10. Februar 1943 in Leningrad) war eine russische Musikwissenschaftlerin, Literaturwissenschaftlerin und Schriftstellerin.

## Leben
Warwara, Tochter des Juristen Dmitri Stassow und Nichte des Kunstkritikers Wladimir Stassow, studierte Musik bei Balakirew und Rimski-Korsakow und betätigte sich als Sängerin unter der Leitung von Polina Lewizkaja und Cesare Trombini, wobei sie sich von Ippolit Prjanischnikow beraten ließ.
Literarisch debütierte Warwara 1888 mit dem Roman Musja unter dem Pseudonym Wladimir Karenin (Владимир Каренин) in der Tradition des Frauenromans der George Sand. Sie veröffentlichte eine Reihe von Werken für Kinder, und 1916 gab sie einen Sammelband mit Erzählungen und Märchen heraus.
1892 begann Warwara sich unter dem Eindruck der Bekanntschaft mit George Sands Schwiegertochter (Maurice Sands Frau) mit dem Leben und Werk der Schriftstellerin zu beschäftigen. Daraus resultierte ein grundlegendes Werk über George Sands Leben und Werk, dessen erster Band 1899 erschien und 1903 beim Puschkin-Preis-Wettbewerb der Russischen Akademie der Wissenschaften (RAN) mit einem Ehrendiplom ausgezeichnet wurde.
1912 wurde Warwara wissenschaftliche Mitarbeiterin der Handschriftenabteilung des Instituts für russische Literatur (Puschkin-Haus). Nach der Oktoberrevolution war sie die wissenschaftliche Betreuerin dieser Abteilung (bis 1932). 1919 wurden der 1916 erschienene zweite Band ihres George-Sand-Werks und der dritte Band, der nur handschriftlich vorlag, mit dem Metropolit-Macarius-Bulgakow-Preis der RAN ausgezeichnet. Der dritte Band erschien nicht mehr auf Russisch, sondern 1926 als vierter Band einer französischen Gesamtausgabe, bei der die ersten beiden russischen Bände auf drei Bände aufgeteilt worden waren. Durch Warwara gelangte das umfangreiche Archiv der Stassow-Familie in das Puschkin-Haus. Darauf veröffentlichte sie ein zweibändiges Werk über Leben und Werk ihres verehrten Onkels Wladimir Stassow. Auch hatte sie Erinnerungen an Balakirew und Mussorgski verfasst und den Briefwechsel ihres Vaters mit Clara Schumann herausgegeben.
Warwara starb während der Leningrader Blockade. Die Revolutionärin Jelena Dmitrijewna Stassowa war ihre jüngere Schwester.